# Osmia cornifrons
Osmia cornifrons är en biart som först beskrevs av Radoszkowski 1887. Osmia cornifrons ingår i släktet murarbin, och familjen buksamlarbin. Inga underarter finns listade.

## Beskrivning
Ett brunaktigt bi med kraftig, luddig päls och med ljusa strimmor på bakkroppen. På nedre delen av ansiktet har den två hornliknande utskott (höger horn syns vagt på bilden). Hanen är mindre än honan och har längre antenner.

## Ekologi
Osmia cornifrons besöker framför allt blommande växter i rosenfamiljen, som äpple och päron. Arten är inte särskilt tolerant mot kyla, och tål inte klimat där vintertemperaturen sjunker under omkring -10ºC. Å andra sidan behöver de övervintrande, unga bina (se under Fortplantning nedan) sin vintersömn. I områden med kallare klimat där arten odlas som pollinatör är det därför vanligt att förvara bona i utrymmen med kontrollerat klimat, till exempel vanliga kylskåp. Flygperioden varar i 1½ till 2 månader från april till juni.

### Fortplantning
Honan inreder sitt bo i rörformade objekt som vassrör och större grässtjälkar, men också i människoskapade objekt som borrade träblock och kartongrör. Även om arten är ett solitärt, det vill säga icke socialt bi, häckar det gärna i kolonier med andra bon av samma art. Honan konstruerar larvceller i röret, skilda åt av lerväggar och försedda med klumpar av pollen och nektar. På varje klump lägger honan ett ägg. Äggen kläcks efter omkring 3 dagar, och förpuppas efter 2 till 3 veckor när matförrådet är konsumerat. Puppan kläcks i mitten på oktober, men det fullbildade biet övervintrar i cellen.
Det förekommer att honor agerar som en slags intraspecifika boparasiter; de tränger in i andra bon av samma art, förstör ett ägg, och lägger sitt eget ägg på dess plats.

## Ekonomiskt utnyttjande
Arten är en viktig pollinatör av fruktträd som äpple och päron, och har i Japan använts som äpplepollinatör sedan 1940-talet. 1977 infördes den till USA i samma syfte. Den används även som pollinatör i Kina och Korea. Den anses vara en betydligt effektivare pollinatör än honungsbiet, och inte minst i USA, med dess problematiska nedgång i honungsbipopulationen, utgör den en viktig, ekonomisk faktor.

## Utbredning
Arten är inhemsk i Japan, men infördes till USA 1977 som pollinatör, där det finns på östkusten och i mellanvästern. Arten förekommer även (i huvudsak som pollinatör) i Kina och Korea.